# Kuvajt (město)

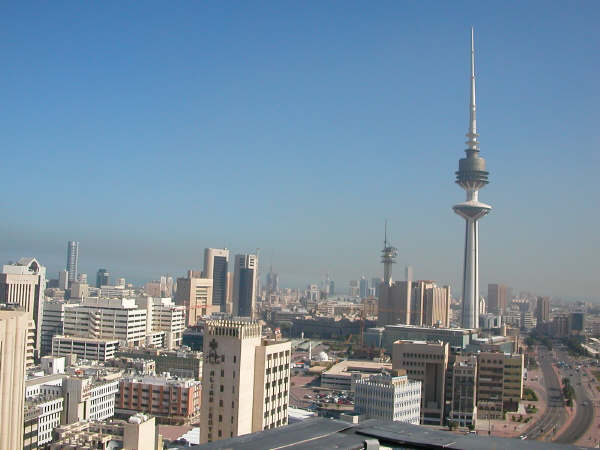
Panorama Kuvajtu, mrakodrapy jsou zde až 372 metrů vysoké. V budoucnu se zde má začít stavět Madinat al-Hareer, který má být vysoký až 1 001 metrů. Měla by to být nejvyšší budova na světě.

Město Kuvajt (též Kuwait City nebo Al-Kuwait; arabsky الكويت) je hlavní a největší město ve státě Kuvajt, ležícího na severozápadním pobřeží perského zálivu. Město má podle odhadu 534 964 obyvatel (odhad z roku 2014) uvnitř hranic města a 2,38 milionu v metropolitní oblasti. Ve městě se nachází kuvajtský parlament (Majlis al-Umma), většina vládních úřadů, sídlo většiny kuvajtských společností a bank a je také politickým, kulturním a ekonomickým centrum emirátu.

## Historie města
Město Kuvajt bylo poprvé osídleno na počátku 18. století klanem Al-Sabah, později vládnoucí rod v Kuvajtu, větev kmene Al-Utūb, jenž je spojená s rodem Al-Chálífa, která vládne v Bahrajnu). Město má své jméno odvozené z opuštěné pevnosti, která se zde nachází a jejíž název zní "Kut" (كوت), což je arabský výraz pro pevnost u moře.
Od roku 1760, kdy zde byl postaven první dům, se osada rychle rozrůstala a časem mělo město svou vlastní flotilu složenou z arabských plachetnic "Dhow" a mělo mnoho obchodních vztahů s Bagdádem a Damaškem. Město Kuvajt bylo na počátku 19. století úspěšný a prosperující přístav. Prosperita a konkurenceschopnost dala vzniknout mnoha sporům a válkám s okolím, kvůli kterým byl emirát nucen přistoupit na podmínky Britů, aby jim zajistili námořní ochranu. Díky objevu ropy v roce 1936 se výrazně zlepšila životní úroveň města, včetně zdravotnických a vzdělávacích služeb. V roce 1979 byla postavena nejznámější ikona města – Kuvajtské věže.
Dne 2. srpna 1990 se irácké síly zmocnily města a do 8. srpna jej připojily k emirátu. Během okupace bylo město značně poškozeno a mnoho budov bylo nenávratně zničeno, bohužel včetně kuvajtského národního muzea. Po odchodu iráckých vojsk v lednu 1991 se zahraniční investoři a kuvajtská vláda aktivně podílet na modernizaci města se snahou udělat z něj konkurenceschopné centrum této oblasti. Od konce války začal emirát hospodářsky růst. Bylo postaveno mnoho hotelů, nákupních středisek, úřadů ap.

## Současná ekonomika
Kuvajtská vzkvétající ekonomika dovolila mnoha mezinárodním hotelovým řetězcům vstup do země. Podle "Kuwait Hotel Owners Association" je zde plánováno více než 25 nových hotelů, včetně následujících:[zdroj?]
- Golden Tulip Kuwait – otevření koncem roku 2009
- Hilton Olympia Kuwait – otevření koncem roku 2009
- Jumeirah Messilah Beach Kuwait – otevření začátkem roku 2010
- Novotel Mina Abdullah Resort – otevření koncem roku 2011
- Four Seasons hotel

## Podnebí
Podnebí emirátu se vyznačuje velmi horkým létem. Průměrná teplota přes léto je vyšší než 40 °C a během zimy okolo 20 °C. V zimním období občas prší, ale během léta je déšť velmi vzácný. Nejdeštivější měsíc je leden. V letním období navíc dochází díky větru k silným prachovým bouřím. Ty se mohou objevit kdykoliv v roce, ale v letním období jsou nejčastější.

## Partnerská města
- Bělehrad, Srbsko
- Florencie, Itálie
- Priština, Kosovo
- Sarajevo, Bosna a Hercegovina
- Ankara, Turecko

## Fotografie

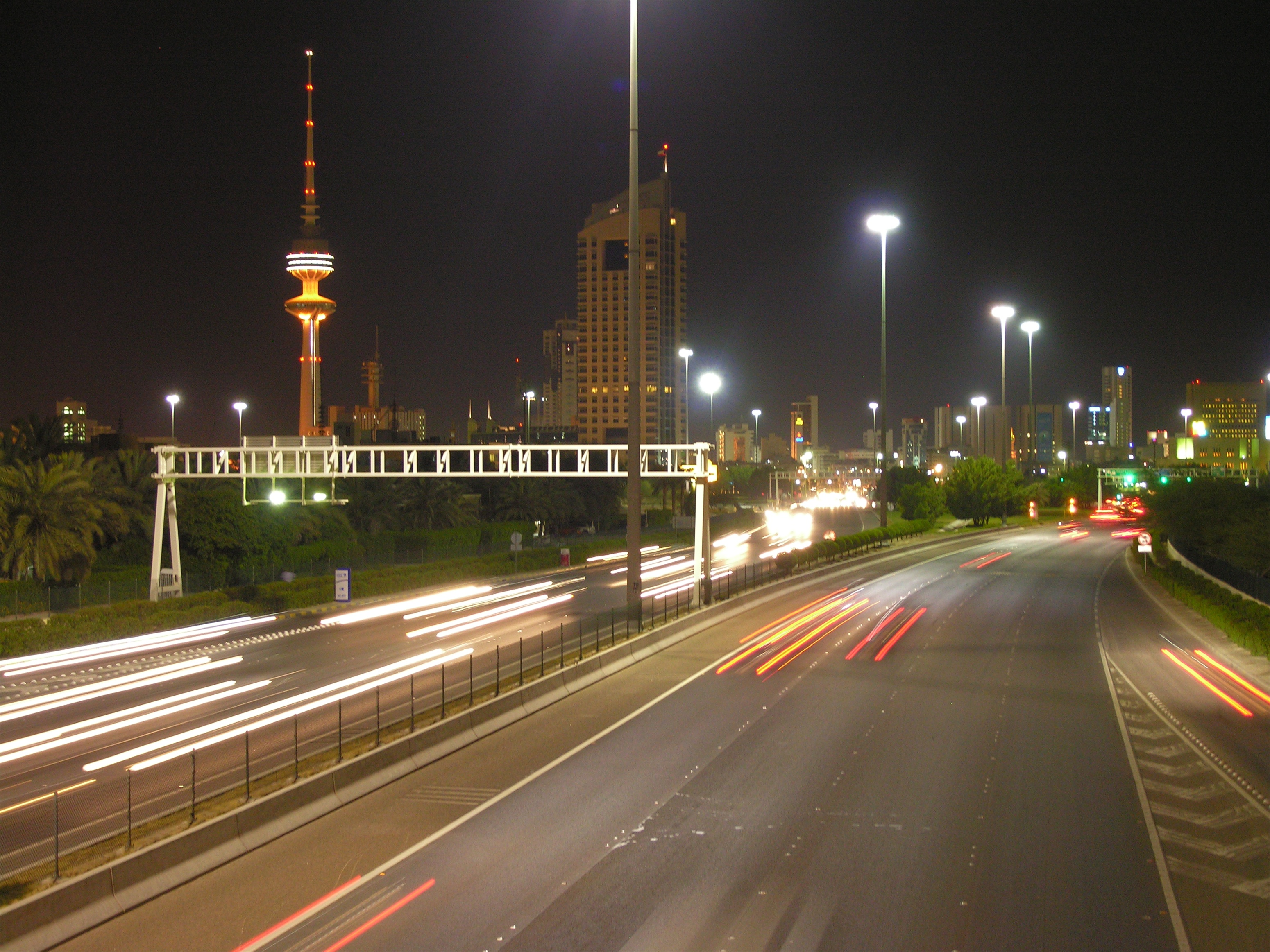
Kuvajtská dálnice
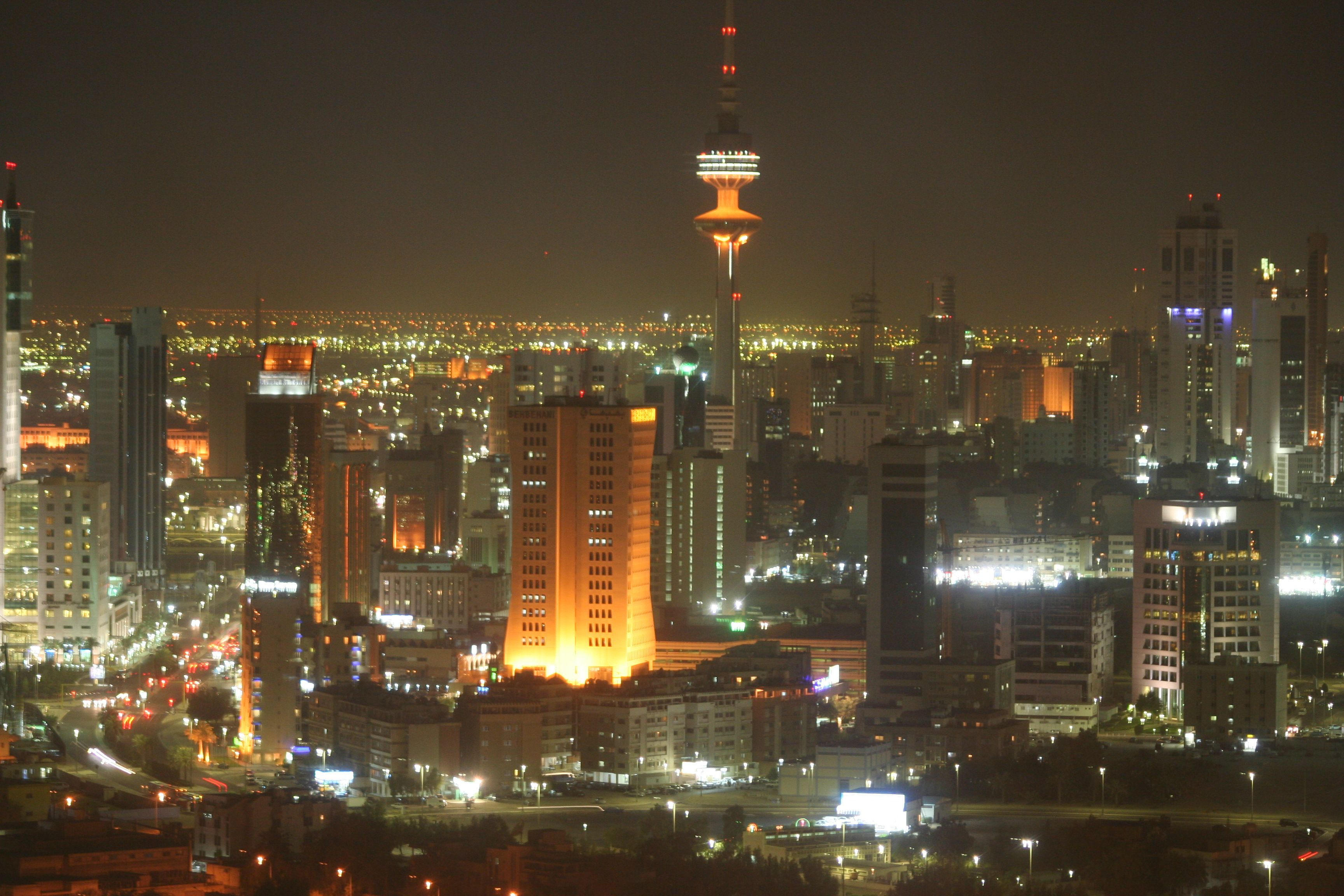
Město v noci
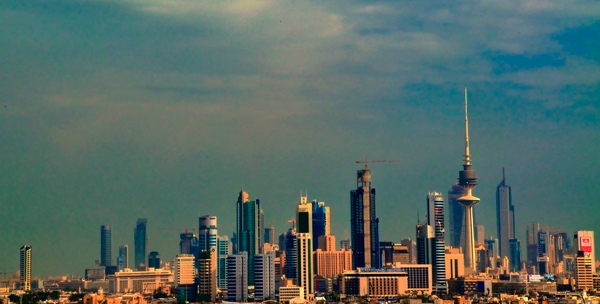
Panorama města